# Knooppunt Jabbeke
Het knooppunt Jabbeke is de Belgische verkeerswisselaar waar de A18 ter hoogte van Jabbeke, net ten westen van Brugge, aansluit op de A10. De E40 buigt hier, via de A18, in zuidwestelijke richting af naar Frankrijk.
Oorspronkelijk was de verkeerswisselaar slechts een opsplitsing van de A10 en de A18; vanuit het binnenland kon men de E40 richting Frankrijk volgen - men kwam dan automatisch van de A10 op de A18 - of kon men de E40 verlaten, waardoor men de A10 verder volgde richting Oostende. Vanuit zowel Oostende (A10), als vanuit het zuiden (Veurne, A18) kon men richting binnenland. De verbindingen Oostende - Veurne en omgekeerd waren niet mogelijk. 
In 2004 werd gestart met het aanpassen van de verkeerswisselaar, om de ontbrekende verbindingen te realiseren. De werken werden in zomer van 2005 voltooid. Komende van Oostende werd een nieuwe lus aangelegd naar de A18 richting Veurne. Om vanuit de richting van Veurne de A10 richting Oostende op te rijden, werd een nieuwe verbinding aangelegd tussen de A18 en het nabijgelegen 'complex 6'  op de A10. Het complex 6 werd ook aangepast: de brug over de A10 werd iets verlegd, waardoor de T-kruispunten aan beide uiteinden van de brug konden vervangen worden door een op- en afrit. Op deze manier werd het mogelijk om van op de A18 de A10 richting Oostende op te rijden zonder voorbij gelijkvloerse kruisingen te moeten en zonder de A10 richting Brugge op te moeten, want de nieuwe verbinding tussen de A18 en complex 6 loopt als ventweg naast de A10.
In combinatie met het complex 6 heeft het knooppunt Jabbeke dus geen missing links meer. Wanneer men echter het complex 6 en het knooppunt Jabbeke niet als één geheel beschouwt, is het knooppunt Jabbeke in principe een onvolledig knooppunt. 
De aanpassing van de verkeerswisselaar van Jabbeke past bij het streven om de A18 te gebruiken als centrale verkeersas van de kamstructuur die de Belgische Kust moet bereikbaar maken. Verkeer langs de kust wordt daarmee ontmoedigd de kustweg N34 te nemen.
| Aansluitende wegen          | Aansluitende wegen        | Aansluitende wegen | Aansluitende wegen | Aansluitende wegen |
| --------------------------- | ------------------------- | ------------------ | ------------------ | ------------------ |
|                             |                           |                    |                    |                    |
|                             |                           |                    |                    |                    |
| richting Oostende           | richting Brugge / Brussel |                    |                    |                    |
|                             |                           |                    |                    |                    |
| richting Veurne / Frankrijk |                           |                    |                    |                    |

Aalbeke · Antwerpen-Centrum · Antwerpen-Haven · Antwerpen-Noord · Antwerpen-Oost · Antwerpen-West · Antwerpen-Zuid · Arquennes · Battice · Beaufays · Beveren · Bois-d'Haine · Brugge · Cerexhe · Charleroi-Nord · Charleroi-Sud · Cheratte · Daussoulx · Destelbergen · Doornik · Familleureux · Fexhe-Slins · Gent-Centrum · Gouy · Grâce-Hollogne · Groot-Bijgaarden · Hautrage · Hauts-Sarts · Heppignies · Heverlee · Hoog-Itter · Houdeng-Goegnies · Jabbeke · Jemappes · Kortrijk-West · Kortrijk-Zuid · Leonardkruispunt · Loncin · Lummen · Machelen · Marcinelle · Marquain · Merelbeke · Moorsele · Neufchâteau · Ranst · Sint-Stevens-Woluwe · Strombeek-Bever · Thiméon · Ville-sur-Haine · Vottem · Wilrijk-Valaar · Zaventem · Zwijnaarde